# Вараздат
Варазда́т (вірм. Վարազդատ) — цар Великої Вірменії з роду Аршакідів.

## Правління
Після убивства Папа був призначений римським імператором Валентом царем Вірменії. Вірменські історіографи змальовують Вараздата як сильну людину, яка здобула перемогу на Олімпійських іграх, але водночас як людину дуже наївну. За часів його правління Мушег Маміконян, який сперечався з попереднім царем, розробив план з покращення стану Вірменії, в якому спирався на Рим. Його суперник Бат Сагаруні, близький друг Вараздата, підмовив царя звинуватити Мушега у зраді та вбити. Вараздат так і вчинив: за його наказом Мушега було вбито під час пиру (так само, як царя Папа).
Завдяки Вараздату під час римсько-перських взаємин розпочалось обговорення нового розв'язання вірменської проблеми — розділення держави між Римом і Персією. Вірменію було розділено 387 року.
Інший представник роду Маміконянів, Манвел, під покровительством Персії організував бунт проти Вараздата. Він домігся того, що Вараздат утік з країни та перейшов на бік римлян, які заарештували царя та відправили у заслання, де він прожив до кінця життя.